# Таен съвет (Гехаймрат)
Тайният съвет (на немски: Geheimrat) е бил колектив от съветници в пределите на Свещената Римска империя и в по-късните германски монархии (наричан още: таен съветнически колектив, таен събор, таен кабинет, в Бранденбург: таен държавен съвет), който бил пряко подчинен на княза и вземал решения по най-важните държавните въпроси, особено относно издаването на наредби, обикновено ръководен под председателството на княза. В свободните имперски градове тайният съвет бил наричан „Малък съвет“. Той отговарял за цялата финансова и външна политика на тези градове-държави. Негов предшественик до началото на 17-ти век бил австрийският имперски придворен съвет.
Членовете на колектива на Тайния съвет носят титлата таен съветник (на немски: Geheimer Rat или Geheimrat). Тайният съветник и придворният съветник са почетни титли за определени заслуги; те не са нито длъжностна титла, нито титла за научна степен.

## История
Тайният съвет първоначално имал елементи на съсловията, но бързо надделява чистата бюрокрация и чиновничеството. Различните клонове на администрацията на монарха намират в него компетентна институция, към която могат да се обърнат при нужда от съвет, а често и лост за налагане на собствените им интереси и намерения или поне път за прокарването им в полезрението на владетеля. Тайният съвет, от друга страна, давал възможност на цялата администрация да бъде организирана по план. С оглед на това, той бил най-важният инструмент за укрепване на съвместното управление на страната от владетеля и различните съсловия, но и за разширяване и изпълнение на господарската (обществена) власт.
В Прусия членовете на „Тайния граждански кабинет“ са наричани от средата на 17 век „Истински таен съветник“, за разлика от членовете на Комитета по правосъдие и територия, които носели само обикновената титла. По-късно титлата на Истински таен съветник била присъждана като отличие на висшите чиновници. Титлата била свързана с предиката „превъзходителство“ (напр. в обръщението: Ваше превъзходителство!“).

## Разширяване на значението на титлата
Значението на титлата произлиза от по-ранна конотация на думата „таен“, която също можела да означава нещо от рода на „познат“, „приближен“, „доверен“. Следователно тайният съветник бил доверения – този, който се ползвал с доверие – съветник на господаря си.
По-късно, Тайният съветник е титлата на най-висшите чиновници, а именно министерските директори (завеждащ отдел в министерство), докладващите съветници в министерствата, първите съветници в колегиите и т.н. По правило тогава титлата се комбинирала с допълнение, от което става ясен ресора, в който служи съответният съветник, например „Таен правителствен съветник“ или „Таен финансов съветник“. Дори само като чиста титла, без с нея да е свързана някаква официална функция, титлата „Таен съветник“ била присъждана за отличие, по-специално „Тайният медицински съветник“ на лекарите, „Тайният търговски съветник“ на изключителни търговци и индустриалци и „Тайният икономически съветник“ на заслужилите фермери и така нататък. Също и чиновници от нисък ранг, като „канцеларски съветник“ или „счетоводителен съветник“, получавали титлата „таен съветник“ в Прусия след дълъг период на служба.
|  | Тази страница частично или изцяло представлява превод на страницата Geheimrat в Уикипедия на немски. Оригиналният текст, както и този превод, са защитени от Лиценза „Криейтив Комънс – Признание – Споделяне на споделеното“, а за съдържание, създадено преди юни 2009 година – от Лиценза за свободна документация на ГНУ. Прегледайте историята на редакциите на оригиналната страница, както и на преводната страница, за да видите списъка на съавторите. ВАЖНО: Този шаблон се отнася единствено до авторските права върху съдържанието на статията. Добавянето му не отменя изискването да се посочват конкретни източници на твърденията, които да бъдат благонадеждни. |